# Craterostigma angolense
Craterostigma angolense är en tvåhjärtbladig växtart som först beskrevs av Sidney Alfred Skan, och fick sitt nu gällande namn av Fischer, Schäferhoff och Müller. Craterostigma angolense ingår i släktet Craterostigma och familjen Linderniaceae. Inga underarter finns listade i Catalogue of Life.